# Simulium flavipictum
Simulium flavipictum är en tvåvingeart som beskrevs av Frederick Knab 1914. Simulium flavipictum ingår i släktet Simulium och familjen knott.
Artens utbredningsområde är Peru. Inga underarter finns listade i Catalogue of Life.